# Сезон 6B
Сезон 6B — теория, связанная с британским научно-фантастическим телесериалом «Доктор Кто», объясняющая проблемы хронологии в классическом сериале. Под сезоном 6В подразумевается гипотетический сезон между шестым и седьмым сезонами классического сериала, во время событий которого Второй Доктор (для того шестой сезон стал последним) и его компаньон Джейми Маккриммон выполняли некие тайные поручения по приказу Повелителей Времени. Изначально теория была придумана поклонниками сериала, чтобы объяснить ошибки в хронологии, связанной со Вторым Доктором, после его появления в серии «Пять Докторов» и «Два Доктора». Существование сезона так и не было подтверждено, но теория широко растиражирована среди исследователей сериала и упоминается на официальном сайте BBC.

## Предпосылки появления
В серии «Военные игры», заключительной в шестом сезоне, Второй Доктор (Патрик Траутон) был осуждён Повелителями Времени за нарушение законов невмешательства и сослан на Землю. Его насильно заставили регенерировать в Третьего Доктора, но регенерация не была показана. Третий Доктор в исполнении Джона Пертви впервые появился в первой серии седьмого сезона, «Острие из космоса».
Траутон снова сыграл Второго Доктора ещё дважды — в сериях «Пять Докторов» (1983) и «Два Доктора» (1985), и эти серии противоречат ранее установленной хронологии сериала.
В серии «Пять Докторов» Второй Доктор и бригадир Летбридж-Стюарт оказываются на Галлифрее, как и остальные инкарнации Доктора, существующие на тот момент. При помощи Временного ковша Второго Доктора «вытащили» из его временной линии в момент их встречи в ЮНИТ, на которую Доктор прибыл на ТАРДИС. Однако когда Доктор был принудительно отправлен на Землю, у него отобрали и ТАРДИС, которая, обычно работающая в симбиозе с Повелителем Времени, просто перестала работать. В той же серии, когда появляются образы Джейми Макриммона и Зои Хериот, Доктор без труда определяет, что они — подделки, так как Джейми узнал бригадира, чего быть не могло, так как Повелители Времени стёрли ему память (что было сделано после «Военных игр»), а раз события происходят до эпизода «Военные игры», то ни Джейми, ни Второй Доктор ещё не встречались с Повелителями Времени в их временной линии.
В серии «Два Доктора» Доктор и Джейми выполняют задание Повелителей Времени, а Доктор неплохо управляет ТАРДИС, хотя ранее не был на это способен. Это не сходится с событиями эры Второго Доктора, так как Доктор не контактировал с Повелителями Времени до эпизода «Военные игры». Джейми также в курсе ситуации, хотя по прибытии на Галлифрей в «Военных играх» его воспоминания о путешествиях с Доктором были стёрты и он вернулся в свою временную линию.

## Суть теории
В качестве теории, сезон 6В подробно описывается в книге The Discontinuity Guide (1995) Пола Корнелла, Мартина Дея и Кита Топпинга. Согласно ей, после суда над Вторым Доктором в «Военных играх» он не сразу был сослан на Землю, а некоторое время до этого работал в агентстве по невмешательству под контролем Повелителей Времени. Если Второй Доктор попадает в серии «Пять Докторов» и «Два Доктора» именно из этого временного периода, нестыковки хронологии решаются.
В период своей работы на Повелителей Времени Второму Доктору было позволено брать с собой Джейми в качестве компаньона, удалённо управлять ТАРДИС (как в серии «Два Доктора») и, возможно, были выданы кольцо, браслет и часы, которые были у Третьего Доктора в «Острие из космоса». В конце концов договор с Повелителями Времени истекает, и приговор Доктора приводится в исполнение. В книге также говорится, что после событий 6В память Доктора была стёрта, он отправился на Землю, что связывается с событиями «Острия из космоса», где у Третьего Доктора проблемы с памятью.

## Появления в расширенной вселенной сериала
Идея того, что после «Военных игр» со Вторым Доктором происходили некие события, отражена в комиксах TV Comic 1969 года. Сюжет Action in Exile (TVC #916-#920) описывает события, во время которых Доктор без ТАРДИС (следовательно, уже переживший суд) прибывает в Лондон и останавливается в дорогом отеле. После нескольких приключений он был повторно схвачен Повелителями Времени, которые форсировали его регенерацию, что положило начало серии «Острие из космоса».
Бывший сценарист «Доктора Кто» Терренс Дикс использовал сезон 6В в серии книг Past Doctor Adventures. В книге Players (1999) Доктор вспоминает об этом периоде, а события World Game (2005) происходят между «Военными играми» и появлением Третьего Доктора.